# Megachile strandi
Megachile strandi là một loài Hymenoptera trong họ Megachilidae. Loài này được Popov mô tả khoa học năm 1936.